# Ашнола
Ашнола (англ. Ashnola River) — река в штатах Вашингтон (США) и Британская Колумбия (Канада). Протекает в Каскадных горах: вытекает из озера на высоте 2157 м над уровнем моря около горы Реммел в округе Оканоган, пересекает северную часть хребта Оканаган и впадает справа в реку Симилкамин. В верховье течёт преимущественно на север, в среднем течении поворачивает на восток, в низовье около устья преобладающим направлением течения становится северо-восток.
Площадь водосборного бассейна — 1295 км² (500 кв. миль). Средний расход воды — 9,9 м³/с (252900 акр-футов в год).